# 週刊ポスト
『週刊ポスト』（しゅうかんポスト）は、小学館から発行されている総合週刊誌である。

## 概要
- 毎週月曜日発売（一部地域では火曜日、水曜日に発売。日曜日に前倒して発売する地域もある）。
- 『ボーイズライフ』を吸収する形で1969年 8月22日創刊。小説家デビュー前の佐藤雅美が記者として関わっていた。
- 実売部数は、1988年から1991年の4年間、及び1994年から2003年の10年間で、それぞれ、日本国内で発行・販売されている総合週刊誌の中で最も多く売り上げたことがある[2]。しかし、2004年度には約80万部に落ち込み、実売部数トップの座を『週刊文春』に明け渡した。その後も実売部数の落ち込みが続き、2008年度上期には30万6010部に[3]、2008年度下期には29万7120部にまで落ちた[4]。
- 創刊以来、長年にわたって女優や女性タレントを表紙にしてきたが、2016年1月から、ライバルの『週刊現代』に準拠する形の“見出し形式”の表紙にリニューアルした。

## 特徴
- 近年における格差拡大について批判的であり、それを推し進めたとされる日本経団連および時の会長・御手洗冨士夫（キヤノン会長）を批判する旨の記事を多数掲載している[5]。
- 時々、テレビのやらせを告発する記事も掲載している。
- かつて、『ポストネット』という名で、パソコン通信を行っていた時期もあった。
- ちなみに「週刊ポスト」の雑誌としての商標権は「ライオン株式会社」が持っている（商標登録番号第942495号）。

## 歴代編集長
- 荒木博
- 野口晴男
- 関根進
- 飯田昌宏
- 三井直也
- 飯田昌宏
- 海老原高明
- 坂本隆

## 主なスクープ記事、裁判
- 黒い霧事件で永易将之の独占告白を掲載。これが池永正明の野球界永久追放につながった(なお、2005年4月25日に追放は解除された。) 。
- 湯口敏彦投手の死亡を『自殺』と結論づけ、湯口事件として告発記事を掲載した。
- 1980年代に、武田頼政による「角界浄化スクープ」と題する大相撲の八百長を告発する記事を掲載、日本相撲協会と訴訟合戦になっていた。のち2011年2月、大相撲八百長問題が発覚する。
- 2000年2月4日号掲載の清原和博選手に対する記事「やっぱり!虎の穴自主トレ清原が『金髪ストリップ通い』目撃」については、東京地裁で当時としては最高の1,000万円の損害賠償金を支払うよう命令された[6]（その後、東京高裁で600万円に減額）[7]。
※この記事を書いたのは、堀江メール問題を引き起こし、民主党の永田寿康議員から名指しされた西澤孝である。
- 2004年7月23日号「やらせスクープ撮 白骨温泉は着色されていた!」で、温泉偽装問題を告発。のちに大手メディアが後追い。この報道により、2005年の『編集者が選ぶ雑誌ジャーナリズム賞』を受賞した。
- 2006年11月17日号「受動喫煙は子供の発がん率を低下させる」との特集記事を掲載したが、その論拠が問題論文であったことから、2006年12月9日号の週刊現代において「誤報」との批判が行われている。
詳細はエンストローム論文を参照。
- 2006年12月22日号に「本間正明税調会長 『愛人と官舎同棲』をスクープ撮」を掲載。現職の政府税制調査会長を辞任に追い込んだ。
- 2012年1月1日・1月6日号からスタートした佐野眞一による連載「化城の人 池田大作と創価学会の80年」（同年6月に第1部が終了し、その後連載休止中）について、当時の東京都副知事であった猪瀬直樹のTwitterをきっかけに、佐野の盗用疑惑や剽窃疑惑が持ち挙がった。ガジェット通信による検証記事は、同連載の第1回で、よりによって「敵方」ともいうべき潮出版社のフォトエッセイ集『創価教育の源流 牧口常三郎』から10ヵ所もの盗用があったとしている。
- 2012年8月17日・8月24日合併号において、大阪維新の会が次期衆院選での候補者養成目的で作成している「維新政治塾」の全塾生888名分の名簿（氏名・職業・性別・年齢など）が流出・掲載された。これに関して代表・橋下徹は塾生向けに謝罪。名簿は維新の会の限られた人物しか閲覧できず、流出は内部の人間が行なったことと見て、大阪維新の会で調査が進められた。他のマスメディアが、橋下徹に対して「被害届は出さないのか」との質問には「罪名が見当たらない」と答え、被害届は出さなかった。
- 2015年5月29日号（2015年5月18日発売）にて、「 〈政権中枢大激震〉菅官房長官に流れた「日歯連マネー」3,000万円重大疑惑スッパ抜く」の記事と同一ページに、日本財団が出稿した日本歯科医師会協賛TOOTH FAIRYプロジェクトの広告を掲載、電通及び小学館が謝罪することとなった[8]。
- 2019年9月13日号で『韓国なんかいらない！厄介な隣人にさようなら。』という見出しを掲載した。この記事は強い反発を受け、内田樹や有田芳生などはポストのみならず、小学館との断絶を表明した。ただしポスト自身は、その後も韓国政府批判を継続している。

## 連載記事

### 連載中
- 柳広司「南風に乗る」（小説）
- 山崎ナオコーラ「あきらめる」（小説）
- 春日太一「ヒット作の名工」
- 八名信夫「悪役の履歴書」
- 蛯名正義「『エビショー厩舎』本命配信」
- 秋山博康「刑事バカ一代」
- 大前研一「『ビジネス新大陸』の歩き方」
- 曽野綾子「昼寝するお化け」（不定期）
- 高田文夫「笑刊ポスト」
- 井沢元彦「逆説の日本史」
- 横山剣「昭和歌謡イイネ!」
- 武正晴「今日の仕事は?」
- 岡田晴恵「感染るんです」
- モリノブユキ「ふらっと『歴史建物』探訪」
- ビートたけし「21世紀毒談」（1983年 - ※当初は「毒針巷談」で、その後、「世紀末毒談」）
- 升毅「居酒屋ますや」
- 森功「巨弾ノンフィクション『バブルの王様』」
- 西田幸樹「なをん。」
- 「あなたを癒す以心伝身」
- 「困った時の法律相談」
- 「POST Book Review」
  - 著者に訊け！
  - この人に訊け！
  - 話題の新刊

### 連載終了
- 山根一眞「メタルカラーの時代」（1991年 - 2007年）
- 綾小路きみまろ「夫婦のゲキジョー」（2008年 - ）
- 赤松利市「饗宴」（小説）
- 須藤靖貴「万事塞翁が競馬」
- 広瀬和生「落語の目利き」
- 秋本鉄次「パツキン命」
- 戌井昭人「なにか落ちてる」
- 大竹聡「酒でも呑むか」
- 鎌田實「ジタバタしない」（隔週）
- モリノブユキ「ふらっと『歴史建物』探訪」
- のむみち「週刊名画座かんぺ」

## 漫画作品

### 連載中
- やくみつる「やくみつるのマナ板紳士録」
- とみさわ千夏「ラッキーな瞬間」
- 永井豪「柳生裸真剣」（ダイナミックプロ）

### 過去に連載された作品
- さいとう・たかを「影狩り」
- 手塚治虫「時計仕掛けのりんご」
- 古谷三敏「減点パパ」
- 高橋春男「GOGO虎エ門」
- 園山俊二「花の係長」
- 小池一夫
  - 「新・子連れ狼」（作画:森秀樹、作画原案:小島剛夕）
  - 「弐十手物語」（作画:神江里見）
- ケニー鍋島「票田のトラクター」シリーズ（作画:前川つかさ） - 第1部に相当する『票田のトラクター』はビッグコミックオリジナル連載
  - 「新・票田のトラクター」
  - 「票田のトラクター五輪見参」
- 国友やすゆき
  - 「×一（バツイチ） 〜愛を探して〜」（原案協力:色山好蔵）
  - 「時男〜愛は時空を超えて〜」
- 後藤圭介「リストラ探偵アカハナ」
- ジョージ秋山「教祖タカハシ」